# 26 février 1926
Le vendredi 26 février 1926 est le 57e jour de l'année 1926.

## Naissances
- Verne Gagne (mort le 27 avril 2015), catcheur professionnel américain
- Henry Gustav Molaison (mort le 2 décembre 2008), patient devenu amnésique à la suite d'une opération chirurgicale effectuée en 1953
- Flora Carabella (morte le 20 avril 1999), actrice italienne
- Bruce Sutherland (mort le 8 septembre 2010), pianiste américain
- Nikos Kachtitsis (mort le 25 mai 1970), écrivain grec

## Décès
- Georges Butaud (né en 1868), militant anarchiste individualiste français
- Peter Lange-Müller (né le 1er décembre 1850), compositeur et pianiste danois
- Adolphe de Limburg-Stirum (né le 16 mars 1865), homme politique belge
- Martin Coupaye (né le 17 novembre 1866), syndicaliste français

## Autres événements
- Sortie du film Poil de carotte
- Tiger Flowers devient champions du monde poids moyens de boxe anglaise
- Fondation de la fondation japonaise Maeda Ikutokukai
- Upper Hutt devient borough
- Martin et Martine sont classés monuments historiques
- Henry Cochin est élu  à l'Académie des inscriptions et belles-lettres
- Voyage inaugural du SS Asturias II